# Samira Efendi
Samira Efendiyeva (en azerí, Samirə Əfəndiyeva; Bakú, 17 de abril de 1991), conocida artísticamente como Samira Efendi o simplemente Efendi, es una cantante azerí.

## Biografía
Samira Efendiyeva nació el 17 de abril de 1991 en el seno de una familia militar en Bakú, Azerbaiyán. Desde 1994, ha sido solista de la Filarmónica Infantil bajo la dirección de Oqtay Zulfuqarov. Durante esos años, tomó clases en la agrupación de baile Cücələrim.
En 2001 ingresó en la escuela de música para niños Nº 16 que lleva el nombre de K. Safaraliyeva en Bakú, y en 2006 se graduó de la escuela de piano. Ese mismo año, entró en el Conservatorio Nacional de Azerbaiyán, concretamente en la escuela musical Asef Zeynalli.
En 2010, completó un curso en la especialidad "Música Pop". Posteriormente, participó en varios concursos y festivales y, desde 2017, Samira Efendiyeva es conocida a nivel internacional como Samira Efendi.
Unas semanas después de la final del Eurovisión 2021 se comprometió con el cantautor noruego Andreas Andresen Haukelan

## Actividad artística
En 2009, participó en el concurso Yeni Ulduz 09, emitido en Azad Azerbaijan TV. Más tarde, en 2014, fue finalista de Böyük səhnə, que transmitió İctimai Televiziya.
También en aquel año, participó en la temporada gastronómica rusa en Montecarlo, Mónaco, con un concierto en solitario y comenzó en el grupo musical Baku Project. Junto a ellos, cantó «Göy Gol» en el proyecto Birlik üçün oxu. 
En 2015, participó en un programa de conciertos dedicado a los Juegos Europeos de Azerbaiyán. Asimismo, fue finalista del concurso Səs Azərbaycan (La voz Azerbaiyán), emitido en AZTV entre 2015 y 2016.
En 2016, actuó con el grupo Baku Project con motivo del tercer aniversario del Centro Cultural de Azerbaiyán en Viena. También, participó en el Festival Bielorruso de la Juventud en Şəmkir y subió al escenario junto a la artista Tunzala Aghayeva en el Festival Internacional JARA 2016 en Bakú. Del mismo modo, representó con éxito a Azerbaiyán en el Festival Internacional de Jazz de Alanya, Turquía, en 2016 y realizó dos conciertos.
Siguiendo en 2016, Efendiyeva realizó un concierto en solitario en el Centro de Arte Contemporáneo Yarat. Desde 2017, ha sido miembro oficial de Yarat Friends.
Por otro lado, participó en un proyecto llamado Fərqliyəm (diferencia en castellano) en el evento del Día Mundial de Concienciación sobre el Autismo, realizado por la Unidad de Salud de Azerbaiyán, y en la ceremonia de apertura del Campeonato de Voleibol de Azerbaiyán 2016, cantó un himno llamado «Voleybol». Cabe destacar que también interpretó partes de «Qırmızı papaq» en el Teatro de Marionetas de Azerbaiyán y que cantó una canción llamada «Speed», compuesta por Tunzale Agaeva, para la Fórmula 1. 
Ya en 2017, cantó la canción «Salam Bakı» (Hola Bakú), compuesta también por Tunzala Agayeva para los Juegos de Solidaridad Islámica. Además, los productores ucranianos Art Media lanzaron la canción «Ya Tantsuyu / Dans Ediyorum» con videoclip incluido. Luego, viajó a Bucarest (Rumanía) para llevar a cabo un proyecto de dúo con Seeya, con quien grabó un videoclip interpretando el tema «Tócame».
Por otra parte, en 2017 representó a Azerbaiyán en la competición Silk Way Star celebrada en Almatý, Kazajistán. Quedó en primera posición con 53 puntos en la segunda fase. A nivel general, quedó tercera. Allí, cantó canciones populares de su país como «Sarı gəlin» y «Laçın».
En 2018, actuó en el Crocus City Hall de Moscú. Posteriormente, tocó el Himno Nacional de Azerbaiyán en la ceremonia de clausura de la Fórmula 1 en Azerbaiyán. Igualmente, en la Embajada de Azerbaiyán en Kiev (Ucrania), dio un concierto en el Etno Jazz Festival, dedicado al 95 aniversario del líder Geydar Aliev. 
En 2019, Samira Efendi fue la representante azerí en el festival The Voice of Nur-Sultan, organizado en Kazajistán, en el que concursaron Rusia, Bulgaria, Ucrania, Georgia, Portugal, China y Azerbaiyán, además del país anfitrión.
En 2020, tras haber sido candidata un año antes, la artista fue confirmada por İctimai Televiziya como la representante de Azerbaiyán en el Festival de Eurovisión, celebrado en Róterdam (Países Bajos), con la canción «Cleopatra». Sin embargo, el festival fue cancelado debido a la pandemia de COVID-19. Por esta razón, la televisión pública azerí la seleccionó internamente para representar al país en Eurovisión 2021, esta vez con el tema «Mata Hari».

## Discografía

### Sencillos
- 2019 - Yarımın yarı
- 2019 - Sen gelende
- 2019 - Yol ayrıcı
- 2020 - Cleopatra
- 2021 - Mata Hari